# John Crank
John Crank (Hindley, 6 de fevereiro de 1916 – 3 de outubro de 2006) foi um físico matemático britânico.

## Vida
Crank nasceu em Hindley em Lancashire, Inglaterra. Crank estudou na Universidade de Manchester de 1934 a 1938, onde obteve um bacharelado e um mestrado como aluno de Lawrence Bragg e Douglas Hartree.
Ele trabalhou em balística durante a Segunda Guerra Mundial e foi então físico matemático no Courtaulds Fundamental Research Laboratory de 1945 a 1957. Em 1957, foi nomeado o primeiro chefe do Departamento de Matemática do Brunel College em Acton. Ele serviu dois mandatos como vice-diretor de Brunel antes de sua aposentadoria em 1981, quando recebeu o título de professor emérito.
O principal trabalho de Crank foi a solução numérica de equações diferenciais parciais e, em particular, a solução de problemas de condução de calor. Ele é mais conhecido por seu trabalho com Phyllis Nicolson na equação do calor, que resultou no método Crank-Nicolson.
Ele era um jardineiro afiado e estabeleceu o John Crank Garden como um presente de aposentadoria para a Universidade de Brunel. Ele foi casado com sua esposa, Joan, que morreu em 2005, por 63 anos. Eles foram sobrevividos por seus dois filhos.

## Obras
- The Mathematics of Diffusion, Oxford University Press, 2ª edição, 1980, ISBN 978-0198534112
- Free and Moving Boundary Problems, Clarendon Press, reimpressão 1987, ISBN 978-0198533702